# Schloss Hohlach

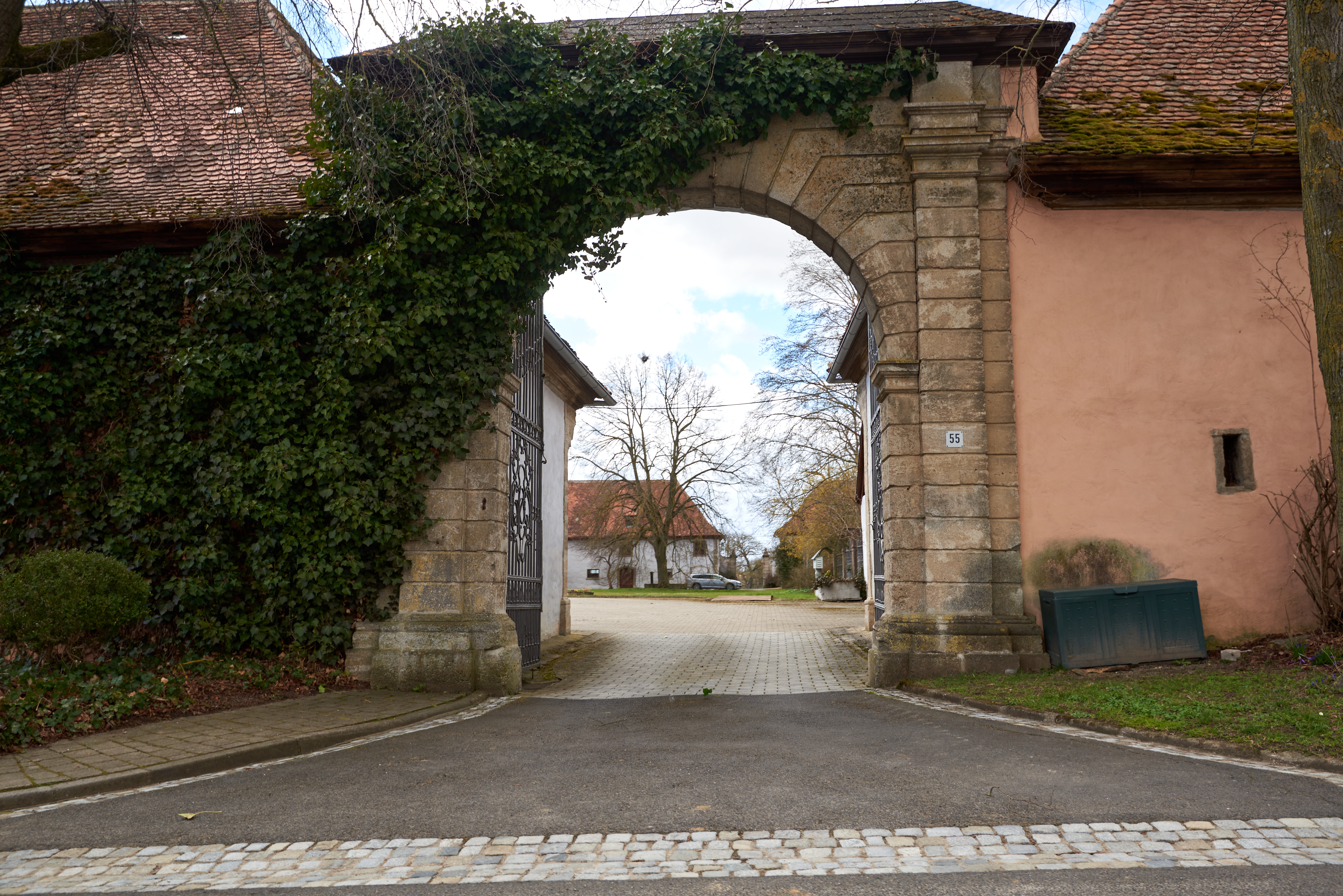
Das Schloss in Hohlach

Schloss Hohlach ist ein Schloss bzw. Rittergut am Ortsrand von Hohlach, einem Teilort der Gemeinde Simmershofen im Landkreis Neustadt an der Aisch-Bad Windsheim (Mittelfranken, Bayern).

## Geschichte
807 bis 1036 war Hohlach Sitz der Gaugrafen von Hohenlohe. Die nicht mehr existierende Burg Hohlach war im 12. und 13. Jahrhundert Sitz der Edelherren von Hohenlohe, die sich ursprünglich nach Weikersheim benannt hatten, dann nach Hohlach. 1178 siedelte Heinrich von Weikersheim nach Hohlach über. Die Burg Hohlach galt bereits im 13. Jahrhundert als verfallen. Die Herren von Ehenheim (=Enheim) erbauten sich auf den Resten der Burg ein Festes Haus in Hohlach, das sich in unmittelbarer Nähe der Kirche (westlich davon) befand. Sie besaßen das Schlossgut bis 1645. Die Burg Hohlach wurde vermutlich im Dreißigjährigen Krieg zerstört.
Ob an der Stelle des heutigen Barockschlosses (mit der Jahreszahl 1718 datiert) und des Gutshofs am Nordrand des Dorfes auch eine ältere Wasserburg stand, ist noch nicht erforscht. 1630 übernahm Christoph von Enheim das Rittergut Hohlach, in diesem Zusammenhang wird das Rittergut erwähnt. Nach dem Aussterben der Enheim 1645 kam das Rittergut an deren Erben, 1718 an den kaiserlichen Kammerdirektor Johann Gallus von Jacob und 1761 an den kaiserlichen Proviantdirektor Johann Christian von Oettinger. Seit 1810 besaß die Familie der Freiherrn von Würtzburg das Schloss und den Gutshof. 1935 wurde es in Privatbesitz verkauft.

## Beschreibung
Das Gebäude ist in der Liste der Baudenkmäler in Simmershofen folgendermaßen beschrieben:
Ehemaliges Rittergut, Herrenhaus: Zweigeschossiges Wohnhaus mit Krüppelwalmdach, steinernen und genuteten Ecklisenen, geohrte Rahmungen und Gesimse aus Rotsandstein, Freitreppe zum Hof, bezeichnet „1718“
Wirtschaftsgebäude: L- und U-förmige, ein- und zweigeschossige Walmdachbauten mit Schleppgauben, 18./frühes 19. Jahrhundert
Garten: Einfriedung, Sandsteinpfeiler mit schmiedeeisernem Gitter, nach 1761
Hoftore: Zwei Sandsteintore mit Nutung, Rundbogenportal mit Pilastern bzw. zwei Pfeiler mit Pinienzapfenaufsatz, 18. Jahrhundert 